# 얌나야 문화

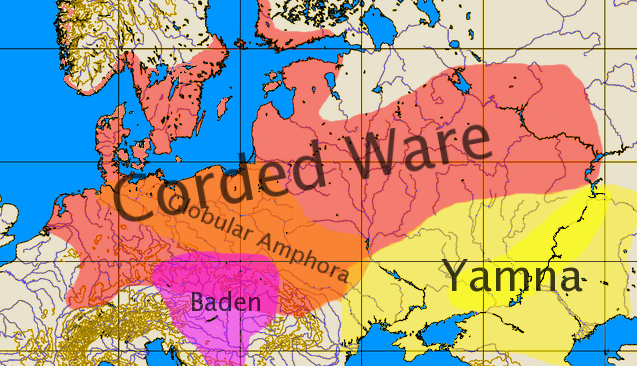
얌나야 문화는 황색, 주황색은 후기 매듭무늬토기 문화

얌나야 문화(Yamnaya culture)는 기원전 3400년에서 기원전 2600년경 유럽의 도나우강과 우랄산맥 사이의 광대한 지역을 걸쳐서 존재한 인도유럽인 최초의 청동기 문화를 말한다.
물질적 문화는 아파나시에보 문화와 매우 가까우며 구성원들의 유전적 특징도 구별이 어려울 정도로 가깝다. 이들은 군장국가 체제의 반-유목민 문화를 가지고 있었으며 바퀴가 달린 마차를 사용했다. 또한 이들은 유럽과 중앙아시아에 걸친 당대의 문화적 집단들, 곧 유럽의 매듭무늬토기 문화, 벨비커 문화와 중앙아시아의 신타시타 문화, 안드로노보 문화, 스루브나야 문화와도 여러 측면에서 연관성이 깊었다. 일부 학자들은 이들을 통틀어 쿠르간 문화로 묶어 부르기도 한다.
오늘날 이들은 후기 원시 인도유럽인과 동일한 집단으로 추정되고 있으며, 얌나야 문화가 유래한 폰토스-카스피 스텝 지역은 인도유럽어족이 유래한 원향으로 가장 유력한 후보이다.

## 특징
주거의 흔적들은 유목민들의 야영지가 발견되었으며 돌로 쌓아놓은 성채가 매우 많이 발견되었다. 어떤 장소는 2미터 높이의 돌로 쌓은 성벽이 삼각형 모양의 마을을 지키는 모양의 유적이 있다.
승마용의 목축을 많이 하였고 가축은 지방에 따라서 소를 주로 키우거나 양이나 염소를 키우기도 하였다. 말을 키우는 것이 정착되어 있는 것이 얌나야 문화의 큰 특징으로서 말의 뼈는 주거지와 묘지에도 발견되며 묘지에서 발견된 말은 장례식을 할 때 희생당한 것으로 보인다. 북부의 삼림지대와 계곡에서는 목축보다는 농업이 많이 행하여졌으며 묘지에는 말에 끌게 하여 밭을 가는 쟁기도 발견되었다. 말 그리고 사람들의 가족들이 탈 수 있는 소가 끄는 우차(牛車), 넓은 초원에 사육하기 적합한 종류의 가축들, 낙타와 사이가 산양을 시작으로 스텝 지역 심층부에 생식하는 동물의 뼈들, 스텝 지역 심층부에 자주 찾아볼 수 있는 종류의 가족 묘지 등등의 발견물에서부터 얌나야 문화는 반유목식 목축의 최초 시기(時期) 문화 중에 하나라고 주장된다.
묘소는 쿠르간 양식으로서, 최초에 묻힌 유체가 먼저 있고 그 쿠르간을 더욱 크게 증축하여 새로운 유체를 이장하는 방식으로 되어 있다.

## 기원
얌나야 문화의 기원은 볼가강 중상류의 흐발린스크 문화(Khvalinsk culture)와 드네프르 강 중상류 지역의 스레드니 스토크 문화(Sredny Stog culture)에 있다고 보고 있다. 승마용의 말과 가족 이동용 소의 우차(牛車)에서 보이듯이 이동은 매우 용이하게 가능했다고 추측되며 광대한 지역에 얌나야 문화가 펄쳐진 것은 이런 이동이 가능했던 이유로 생각된다. 얌나야 문화 양식의 묘지는 동쪽에서는 우랄산맥 동쪽 기슭에서도 발견되는 것으로 보아 알타이산맥과 예니세이강 지역에 존재했던 아파나시에보 문화(Afanasevo culture)의 유래가 얌나야 문화와 그 주변의 유럽 스텝 지대에서부터 기원했다는 것을 알 수가 있다. 또한 서쪽에서는 불가리아, 세르비아, 헝가리에 걸친 도나우강 하구(河口) 지대 일대에 펼쳐져 있다.

## 인도유럽인들과의 관계
이렇게 광대한 범위에 걸쳐서 펼쳐져 있는 것과 그 주변 지역이 항상 크게 변동되어 있는 것, 말과 우차(牛車)같은 생활문화양식으로부터 얌나야 문화는 인도유럽인 초기의 매우 중요한 문화 중에 하나라는 추측이 널리 인정되어 있다.
중앙아시아의 스텝 지역에서 정치적인 힘을 얻은 인도유럽인 집단들이 점점 유럽 쪽으로 진출하였다. 그리고 그들이 도착한 곳인 동유럽 스텝 지대에서 넓게 발전한 스텝 문화이다. 이걸로 쿠르간 가설의 문제점이었던 것들이 해소되면서 구상 안포라 문화와 함께 얌나야 문화가 원시 인도유럽인 시대에 유럽에 존재했던 매우 중요한 문화라는 것이 널리 인식되었다.

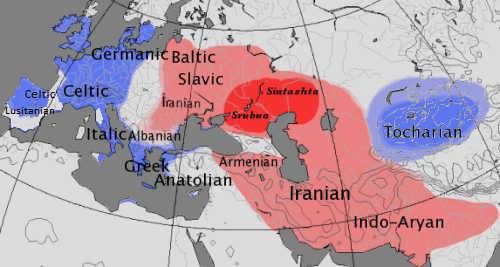
유럽 서부와 중앙아시아 파란 부분이 센텀어족(Centum) 빨간색 얌나야 문화에 영향을 받았다.

## 유전학
상염색체 분석 연구에 의하면 얌나야 문화를 이루던 사람들은 동유럽 수렵채집민(EHG)과 캅카스 수렵채집민(CHG) 집단이 비슷한 비율로 혼혈된 "서부 스텝 유목민" 집단에 일부 초기 유럽 농경민(EEF) 집단이 섞여 성립하였을 것이다. EHG 집단과 CHG 집단 간의 혼혈은 폰토스-카스피 스텝 서부쯤에서 약 기원전 5천년 경에 일어났고, 그 후 스텝의 남부 지역에서 EEF 집단과의 혼혈이 일어났을 것으로 추정된다. 얌나야인에게서 가장 흔히 발견되는 Y-DNA 하플로그룹은 R1b로서, 오늘날 서유럽인에게서도 가장 흔하게 나타난다. 가설에 의하면 성인이 유당을 분해할 수 있는 유전자는 얌나야인의 유입과 함께 유럽으로 들어왔을 가능성이 있다.

## 이주와 확장

### 유럽
얌나야 문화와 관련된 이주는 인도유럽인의 확장과 연관성을 보인다. Haak et al. (2015)에서 매듭무늬토기 문화와 연관된 독일 지역의 고대 유골을 분석한 결과, 상염색체 유전자의 73%가 얌나야인으로부터 물려받은 것으로 계측되었다. 같은 연구에 의하면 얌나야인 조상은 현대 중유럽, 북유럽인 DNA의 38.8–50.4%, 남유럽인 DNA의 18.5–32.6%(사르데냐인과 시칠리아인에게서는 크게 낮음)에 기여했을 것으로 보인다. 또한 동유럽 수렵채집민(EHG)을 통해 "고대 북유라시아인" 계통(말타-부레트 문화 연관 인구)과도 연관이 있을 것으로 추정되며, 이 유전적 구성은 현대 유럽인에는 존재하나 청동기 이전의 유럽에는 존재하지 않던 것이다.

### 중앙아시아와 남아시아
얌나야인의 유전적 계통은 동쪽으로의 역이주(back-migration)를 통해 신타시타 문화를 거쳐 안드로노보 문화 인구에 영향을 끼쳤으며, 이것은 현대 남아시아인에게서도 그 흔적이 발견되는 경위라고 추정되고 있다.

## 같이 보기
- 원시 인도유럽인
- 인도유럽어족
- 쿠르간 가설
- 인도이란어파
- 매듭무늬토기 문화
- 안드로노보 문화
- 인도유럽인
- 원시 인도유럽 신화